# Stanislav Karasi
Stanislav Karasi (Belgrado, 8 de novembro de 1946) é um ex-futebolista profissional e treinador sérvio, que atuava como atacante.

## Carreira
Stanislav Karasi fez parte do elenco da Seleção Iugoslava de Futebol da Copa do Mundo de 1974. 